# Zakrzew (gromada w powiecie krasnostawskim)
Zakrzew – dawna gromada, czyli najmniejsza jednostka podziału terytorialnego Polskiej Rzeczypospolitej Ludowej w latach 1954–1972.
Gromady, z gromadzkimi radami narodowymi (GRN) jako organami władzy najniższego stopnia na wsi, funkcjonowały od reformy reorganizującej administrację wiejską przeprowadzonej jesienią 1954 do momentu ich zniesienia z dniem 1 stycznia 1973, tym samym wypierając organizację gminną w latach 1954–1972.
Gromadę Zakrzew z siedzibą GRN w Zakrzewie utworzono – jako jedną z 8759 gromad na obszarze Polski – w powiecie krasnostawskim w woj. lubelskim na mocy uchwały nr 9 WRN w Lublinie z dnia 5 października 1954. W skład jednostki weszły obszary dotychczasowych gromad Zakrzew wieś, Zakrzew kol., Ponikwy, Wólka Ponikiewska, Targowisko wieś, Targowisko kol., Nikodemów i Baraki ze zniesionej gminy Rybczewice w tymże powiecie. Dla gromady ustalono 27 członków gromadzkiej rady narodowej.
1 stycznia 1959 do gromady Zakrzew włączono wieś Tarnawka cz. I, kolonię Tarnawka cz. II i kolonię Troszczyn ze zniesionej gromady Tarnawka w tymże powiecie.
Gromada przetrwała do końca 1972 roku, czyli do kolejnej reformy gminnej. 1 stycznia 1973 – tym razem w powiecie bychawskim – reaktywowano gminę Zakrzew (od 1999 gmina Zakrzew znajduje się w powiecie lubelskim w woj. lubelskim).